# Oriental Pearl Tower
Der Oriental Pearl Tower (chinesisch 東方明珠塔 / 东方明珠塔, Pinyin Dōngfāng Míngzhūtǎ – „Perle des Ostens“) steht im Shanghaier Stadtteil Pudong und ist mit einer Höhe von 468 Metern der derzeit dritthöchste Fernsehturm Asiens und der fünfthöchste der Welt. Bis zur Fertigstellung des Shanghai World Financial Centers war er außerdem das höchste Bauwerk Chinas überhaupt.  Seine einzigartige Konstruktion aus elf verschieden großen Kugeln auf unterschiedlichen Höhen, die von Säulen getragen werden, ist eines der bekanntesten Wahrzeichen der Stadt Shanghai geworden. Der Turm steht an der Spitze Lujiazuis am Ufer des Huangpu Jiang. Im Sockel des Turmes befindet sich ein Museum, das die Stadtgeschichte Shanghais darstellt.

## Geschichte
Der Fernsehturm wurde vom Architekten Jiang Huancheng und Shanghai Modern Architectural Design Co. Ltd. entworfen. Mit dem Bau wurde 1991 begonnen, nach drei Jahren waren die Bauarbeiten abgeschlossen. Am 1. Januar 1995 fand die Einweihung statt. Der Turm wird jährlich von zwei bis drei Millionen Touristen besucht. Am 7. Juli 2007 fand am Oriental Pearl Tower eines der elf Live Earth Konzerte statt.

## Beschreibung
Der als vertikaler Kragarm konstruierte Turm wird von drei Kugeln dominiert, welche sich auf 90 Meter Höhe und am Abschluss des unteren Schaftes befinden. Die untere Kugel (mit Freiluftplattform) hat einen Durchmesser von 50 Meter, die obere 45 Meter. Oberhalb dieser Kugel setzt sich das Bauwerk mit einem schmaleren Schaft weiter fort, an deren Spitze eine weitere kleinere Kugel sitzt, in der sich auf 342 m die höchste Aussichtsplattform befindet. Daran schließt die 118 Meter hohe Antenne den Fernsehturm ab.
Die beiden größeren Kugeln werden von drei 9 Meter im Durchmesser messenden Säulen verbunden. Zwischen den Säulen sind weitere Kugeln (14 m Durchmesser) angebracht. Der Schaft wird von drei sich nach außen spreizenden und unterirdisch verankerten Säulen gestützt, die ebenfalls Kugeln tragen. Die fünf kleineren Kugeln beherbergen das Space Hotel mit insgesamt 20 Zimmern. Insgesamt hat der Oriental Pearl Tower elf Kugeln mit unterschiedlichem Durchmesser. Die größten drei Hauptkugeln sind silberfarben mit teilweise rötlichem Überzug. Die kleineren Kugeln sind silberfarben.
Die maximale bauliche Windlast beträgt 600 km/h. Sechs Aufzüge mit einer Kapazität von bis zu 30 Personen können Besucher auf die Aussichtsplattformen (90, 263 und 342 m) oder das Drehrestaurant (267 m) Höhe befördern. Die Fahrt zur Aussichtsplattform auf 263 m dauert 45 Sekunden. Fünf dieser Aufzüge laufen in den drei Säulen, die den Turmschaft bilden. Ein Aufzug fährt zur obersten Aussichtsplattform, die den Namen Space Cabin trägt. Neben einem Restaurant beherbergt die mittlere Plattform ein Teehaus und bietet im größten Saal Platz für bis zu 1600 Personen. Nachts wird der Turm mit einer eigens dafür eingerichteten Lichtanlage bunt bestrahlt. Das Design des Turms geht auf ein Gedicht von Bai Juyi zurück, einem Dichter aus der Tang-Dynastie. Das Gedicht handelt vom Klang einer Pipa, der an das Fallen von Perlen auf eine Platte aus Jade erinnert. Von der Ferne betrachtet wirken die Pylone und Streben der Yangpu- und Nanpubrücke über den Huangpu Jiang wie zwei tollende chinesische Drachen, die mit Perlen spielen.

## Verwendung
Neben der touristischen Attraktion als Aussichtsturm dient der Oriental Pearl Tower der Übertragung von neun Fernseh- und zehn Radiokanälen. Er wird von mehr als 3 Millionen Touristen jährlich besichtigt.

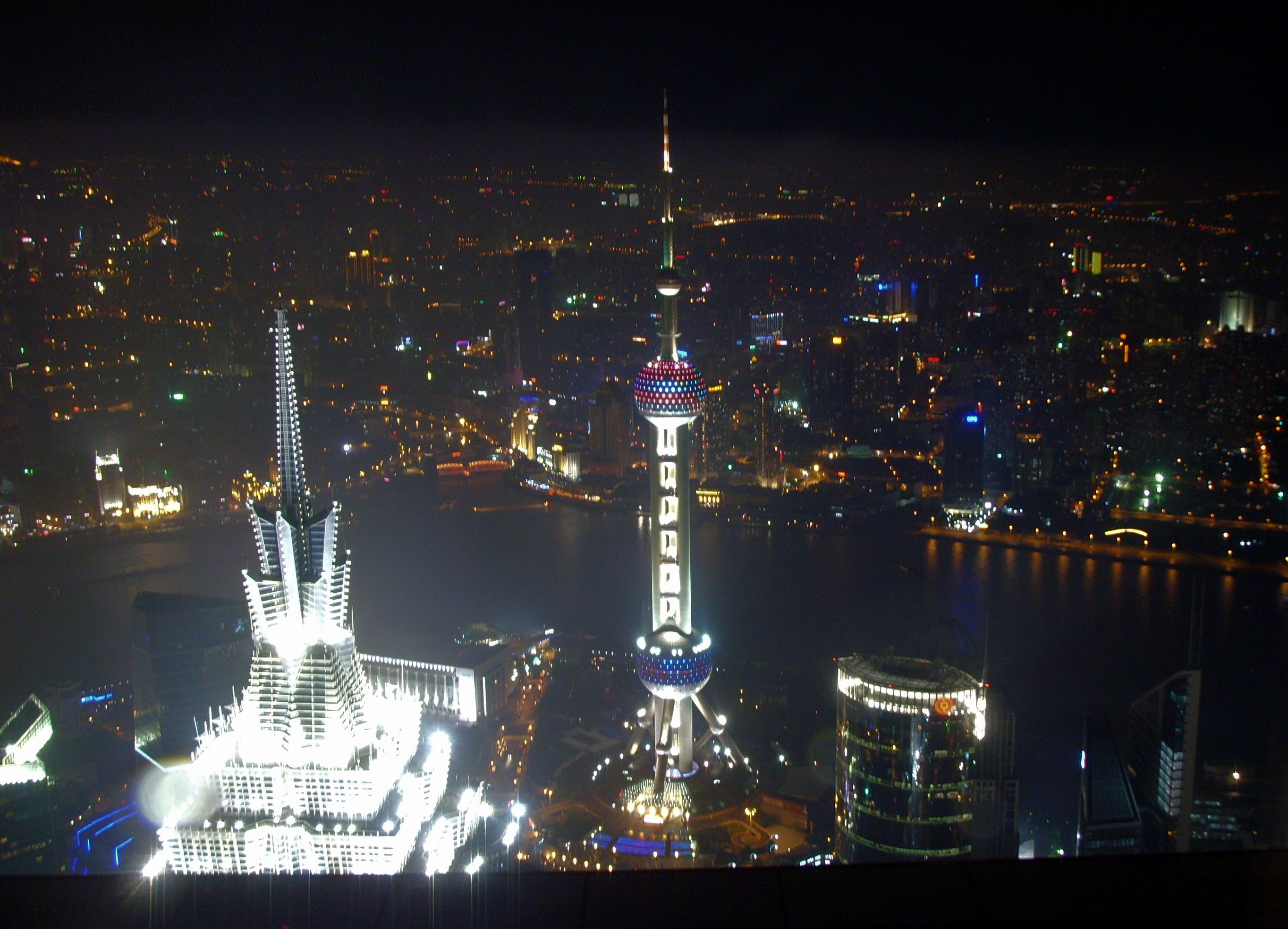
Oriental Pearl Tower bei Nacht
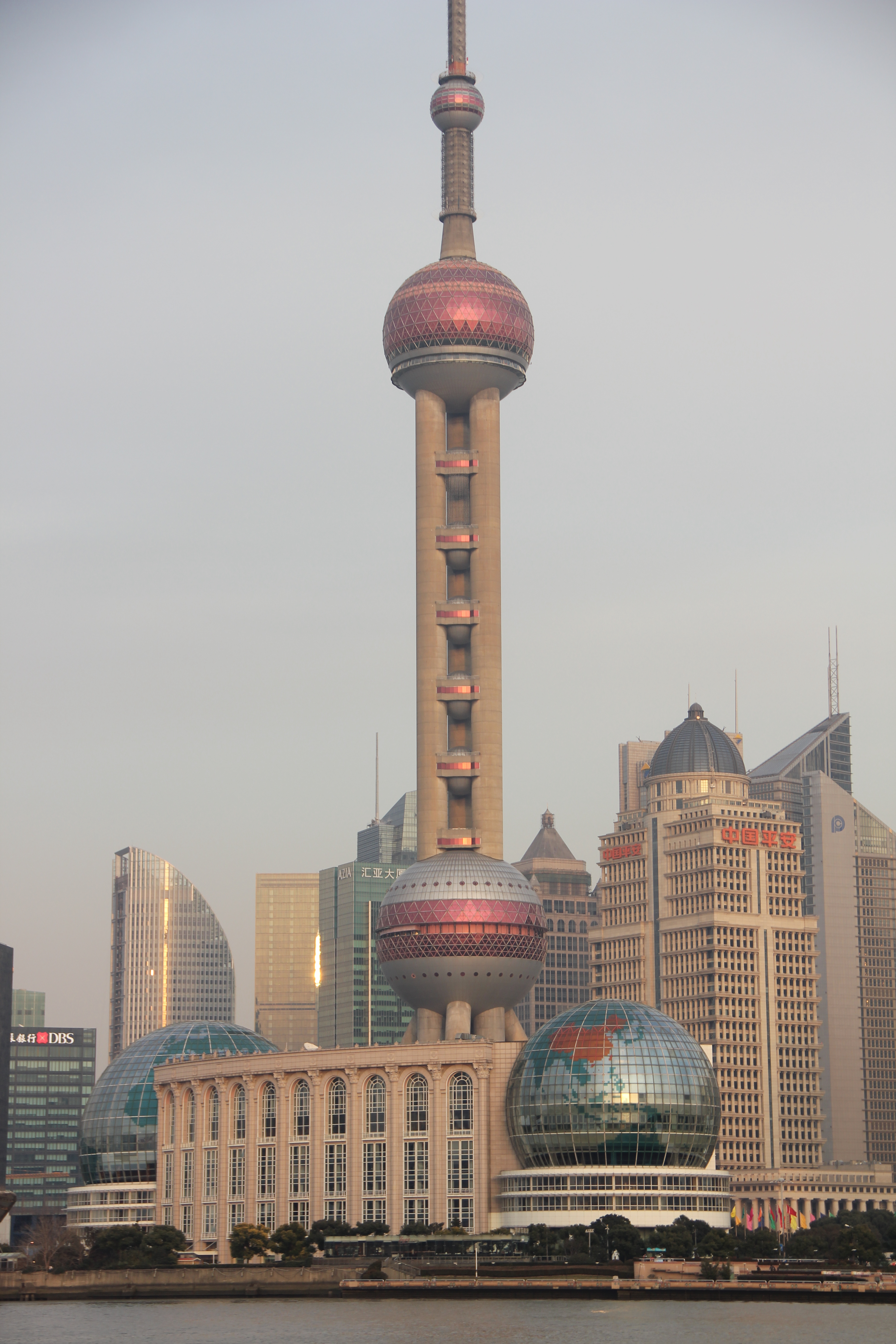
Pearl Tower vom Bund aus gesehen
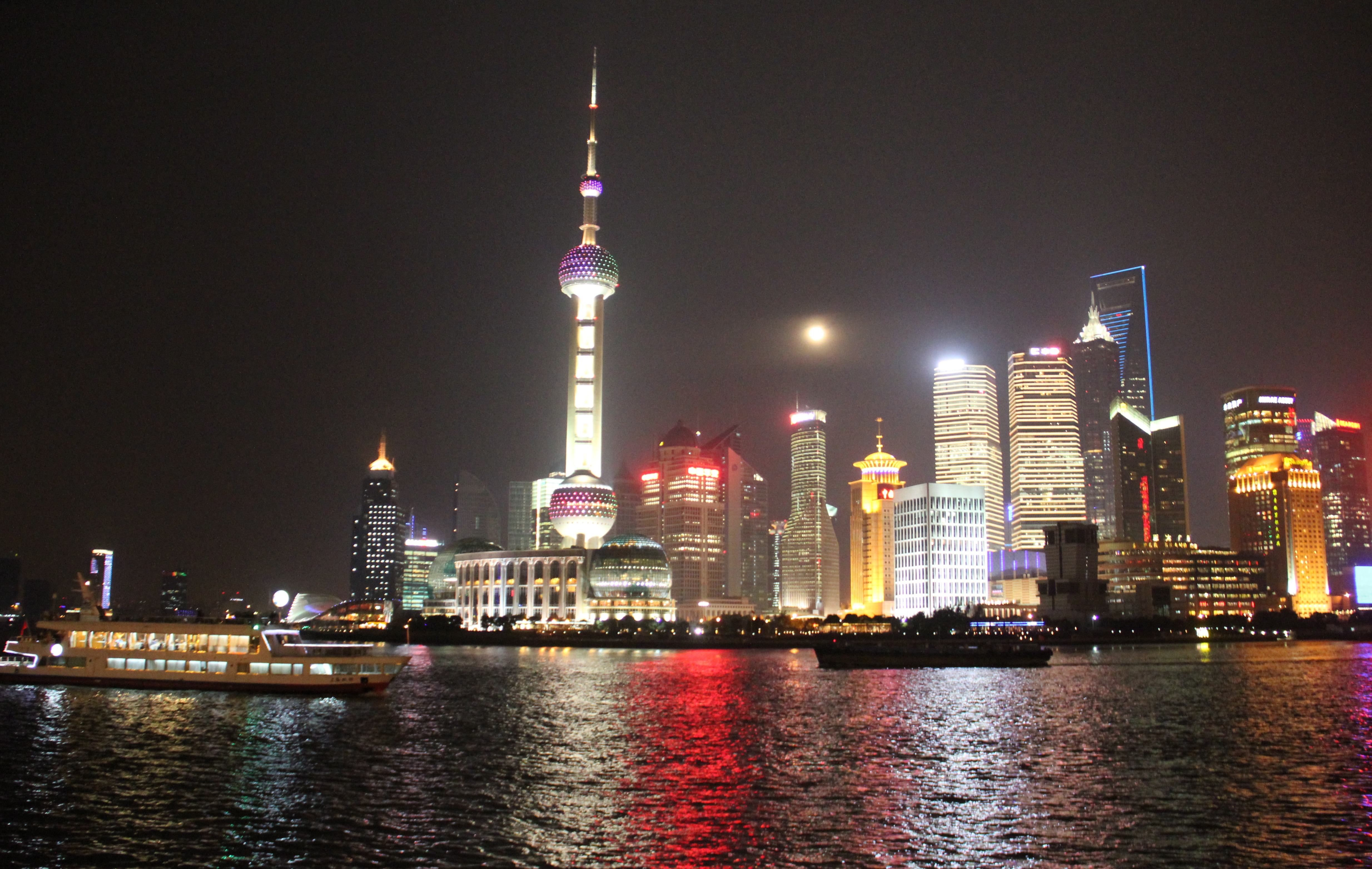
Pudong mit Pearl Tower bei Nacht
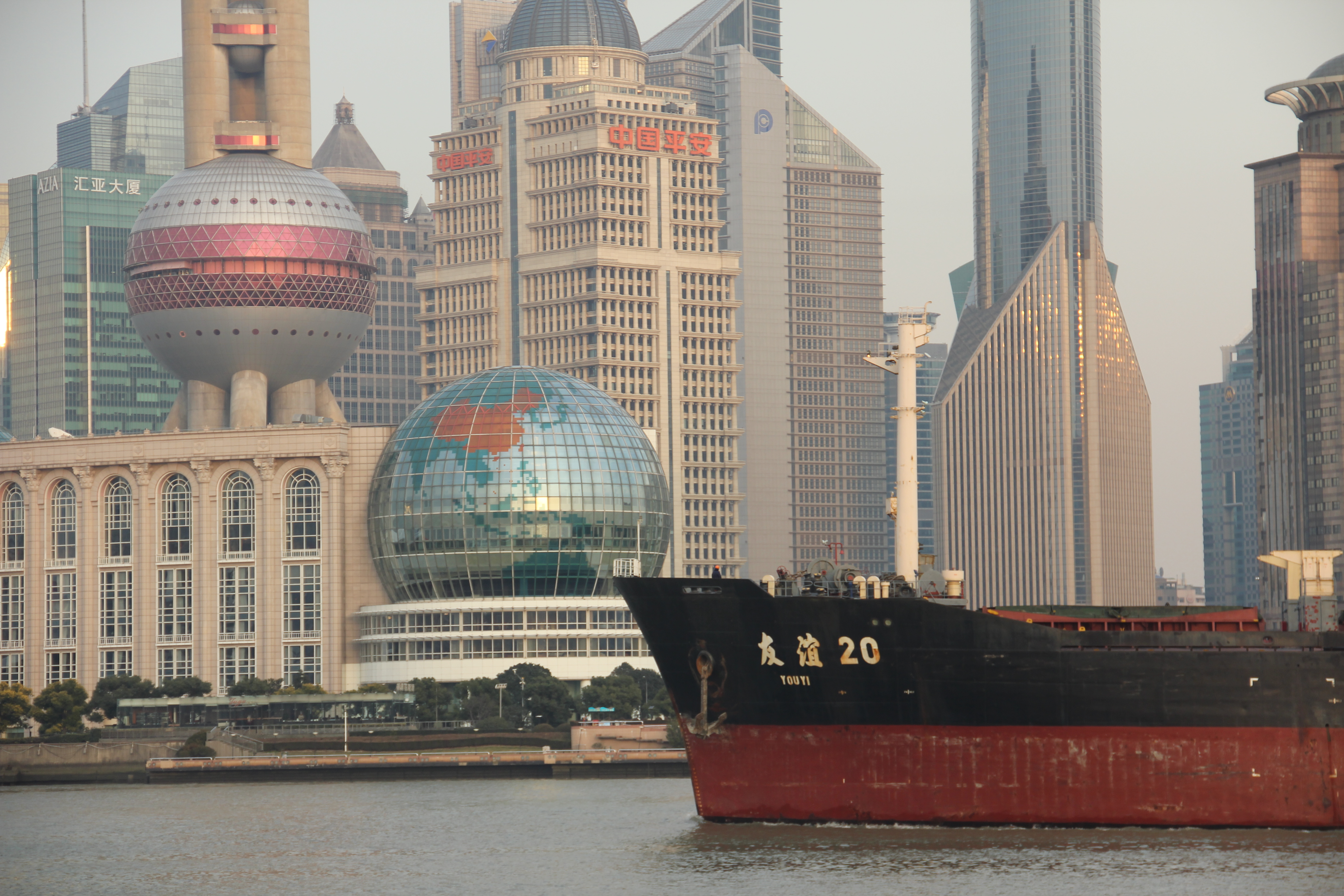
Oriental Pearl Tower mit Huangpu-Fluss